# Kaljenje
Kaljenje čelika je toplinska obrada kojom se postiže otvrdnuće čelika. Ono se sastoji od austenizacije (zagrijavanje u γ-područje ili austenit) i ohlađivanja takvom brzinom da se znatan dio (najbolje cijeli dio) austenita pretvori u martenzit. Temperatura kaljenja (austenizacije) iskustveno se izračunava primjenom vrijednosti temperature Ac3 (za podeutektoidne) i temperature Ac1 (za nadeutektoidne čelike):
TK = Ac3 + (30 – 70) K; odnosno TK = Ac1 + (50 – 70) K
Kod čelika su te temperature uvijek navedene, i to s napomenom u kojem se sredstvu čelik kali. Kaljenje može biti u slanoj vodi, vodi, ulju ili zraku.

## Tvrdoća čelika
Tvrdoća čelika (martenzita) nakon kaljenja ovisi najviše o udjelu ugljika. Kod čelika s malim udjelom ugljika (manjim od 0,25%) nakon kaljenja se postiže premala tvrdoća, a i zbog djelomičnog razugljičenja površine. Zbog toga se čelici s udjelom ugljika manjim od 0,3% u pravilu ne kale, za razliku od čelika za poboljšanje s udjelom ugljika od 0,3% do 0,6%. Pri kaljenju nastaju u čeliku naprezanja zbog fazne pretvorbe (razlike u obujmima između austenita i martenzita). Zbog tih naprezanja čelik se može deformirati ili puknuti.
Minimalna naprezanja (teorijski nula) u čeliku postižu se tzv. kaljenjem bez naprezanja (martempering), što je poseban oblik stupnjevitog kaljenja pri kojem nastaje martenzit istovremeno po cijelom presjeku. Naprezanja kaljenja smanjuju se također i primjenom tzv. prekinutog kaljenja, kada se čelik kali u sredstvu s većim, a zatim s manjim intenzitetom ohlađivanja. 
Unutarnja naprezanja u kaljenom čeliku smanjuju se izotermnim žarenjem (popuštanjem) na temperaturama od 150 ºC do 200 ºC (bez osjetnog sniženja mehaničkih svojstava čelika) ili toplinskim obradama koji slijede nakon kaljenja. 
Kaljivost čelika, odnosno njegova tvrdoća nakon kaljenja, ovisi prije svega o udjelu ugljika u čeliku. Tvrdoća martenzita se povećava s povećanjem udjela ugljika u martenzitu do približno 0,6%. 
Prokaljivost je mogućnost zakaljivanja čelika u dubinu, a ovisi o više utjecajnih čimbenika. Najveći utjecaj na prokaljivost imaju legirni elementi. Prokaljivost jedni povećavaju (Mn, Cr, Mo, Ni), a drugi ju smanjuju (Co, Al, Ti, V). Djelovanje na prokaljivost ovisi o vrsti pojedinačnih legirnih elemenata ili o skupini legirnih elemenata, te o njihovim udjelima. Djelovanje ugljika na prokaljivost zanemarivo je u usporedbi s djelovanjem legirnih elemenata. Prokaljivost čelika uspoređuje se na temelju Jominyjeva pokusa, a prokaljivost čeličnih dijelova ocjenjuje se na osnovi kritičnog promjera, koji se određuje po Grossmannovoj metodi.

## Poboljšavanje
Poboljšavanje je složena toplinska obrada koja se sastoji od kaljenja, te popuštanja pri povišenim temperaturama. Poboljšavanjem se mogu postići optimalne kombinacije čvrstoće, tvrdoće i žilavosti čelika za određenu primjenu. Najveći učinak ima ta toplinska obrada kod čelika za poboljšanje s udjelom ugljika od 0,3% do 0,6%, a dijele se na ugljične i legirane. 
Nakon kaljenja čelici imaju veliku čvrstoću, ali su veoma krhki. Popuštanjem se povećava žilavost kaljenog čelika, a smanjuje se čvrstoća. Popuštanje je toplinska obrada, u pravilu nakon kaljenja, kako bi se postigla određena svojstva, prije svega žilavost i duktilnost. Sastoji se od zagrijavanja na određenu temperaturu (ispod Ac1), izotermnog držanja na toj temperaturi (npr. 1 sat) i ohlađivanju primjerenom brzinom. Postupak se može i ponoviti.
Martenzitna je mikrostruktura čelika nestabilna i mijenja se pri zagrijavanju na povišene temperature. Promjene ovise o temperaturi popuštanja koja seže od približno 100 ºC do temperature Ae1. Odabirom temperature popuštanja mogu se postići sve moguće vrijednosti čvrstoće čelika između kaljenog i praktički žarenog (sferoidiziranog) stanja.
Poseban je primjer poboljšavanja tzv. izotermno poboljšavanje (austempering), kad se čelik s temperature austenizacije brzo ohladi u solnoj ili kovinskoj kupelji, u temperaturnom području bainita, te izotermno transformira u bainit, koji ima razmjerno veliku čvrstoću i žilavost.

## Čelici za poboljšavanje
Čelici za poboljšavanje pripadaju skupini nelegiranih ili niskolegiranih konstrukcijskih čelika koji kaljenjem i visokim popuštanjem (>500 °C) postižu odgovarajuću granicu razvlačenja, vlačnu čvrstoću i žilavost. Kaljenjem se nastoji postići što potpunija martenzitna mikrostruktura po presjeku, tj. što viša prokaljenost. Ova skupina čelika sadrži 0,25 - 0,60% ugljika koji utječe na njihovu zakaljivost. U čelike za poboljšanje ubrajaju se i čelici za cementaciju koji nisu pougljičeni, ali su kaljeni s temperature austenitizacije jezgre, te popušteni pri temperaturi oko 200 °C ili iznad 500 °C.

### Čelici za površinsko kaljenje
Plamenim ili indukcijskim površinskim kaljenjem može se postići visoka otpornost na trošenje i dinamička izdržljivost površinskih slojeva nekih čelika za poboljšanje. Takvim postupkom postižu se svojstva površine koja su slična svojstvima cementiranog čelika, ali su svojstva sredine presjeka znatno bolja. 
Površinski se mogu kaliti nelegirani ili niskolegirani čelici s oko 0,35 - 0,60% ugljika, koji se zbog visoke toplinske vodljivosti mogu brzo zagrijavati i hladiti, a da ne dođe do velikih toplinskih naprezanja i površinskih napuknuća. Ova skupina čelika ima sniženi udio fosfora (< 0,025% nelegirani, tj. < 0,035% niskolegirani čelici), što osigurava visoku žilavost i jednoličnost tvrdoće zakaljenog sloja. Prema normama (DIN i HRN) najčešće se za površinsko kaljenje koriste čelici: C35G (Č 1431), C45G (Č 1531), C53G (Č 1633), 46Cr2 (Č 4133), 42CrMo4 (Č 4732).

## Gašenje čelika
Gašenje spada u postupke toplinske obrade metalnih legura, a provodi se u svrhu postizanja odgovarajućih mehaničkih svojstava legura bez nastanka loma, uz tolerantnu razinu deformacija i zaostalih naprezanja. Općenito, gašenje čelika je ohlađivanje čelika s temperature austenitizacije brzinama većim od brzina koje odgovaraju ohlađivanju na mirnom zraku. Zbog velikih brzina ohlađivanja, gašenjem se onemogućuju ravnotežne pretvorbe pri ohlađivanju, a legura se udaljuje od stabilnog stanja. Dvije su osnovne vrste gašenja: 
- kaljenje pri kojem se visokotemperaturna faza transformira u novu neravnotežnu fazu;
- gašenje bez faznih pretvorbi kada se u leguri ustaljuje visokotemperaturna faza.